# Panzerregiment Hermann Göring
Het Panzerregiment Hermann Göring was een Duits tankregiment van de Luftwaffe tijdens de Tweede Wereldoorlog.

## Krijgsgeschiedenis

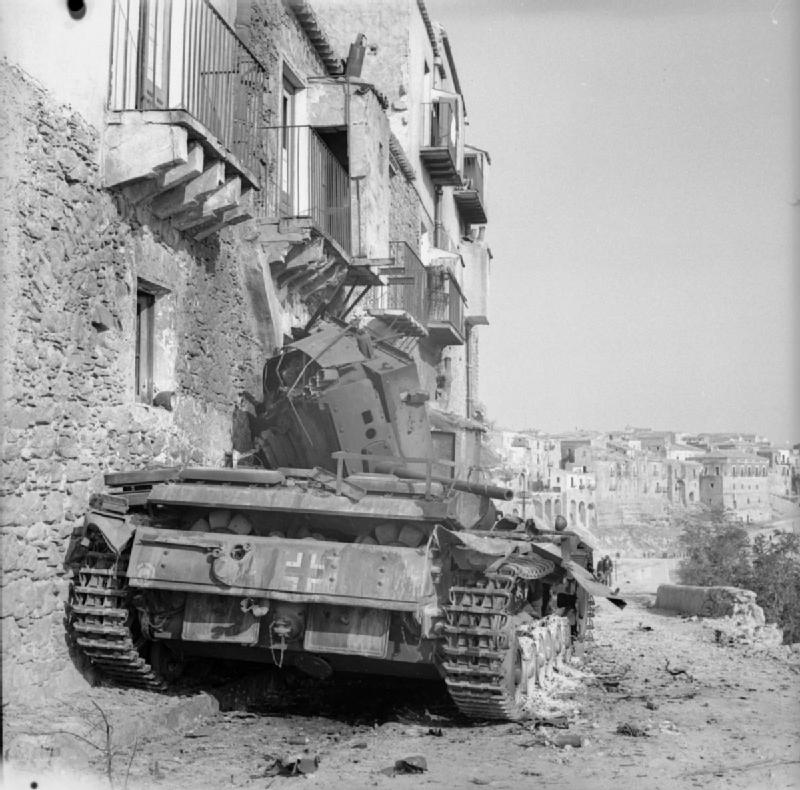
Uitgeschakelde PzKw III van het regiment in Centuripe, Sicilië, augustus 1943

Panzerregiment Hermann Göring werd opgericht in februari 1943 in Zuid-Frankrijk uit de staf van III./Schützen-Rgt. Hermann Göring und V./Artillerie-Rgt. Hermann Göring.
Het regiment maakte bij oprichting deel uit van de Pantserdivisie Hermann Göring, later Parachutisten-Pantserdivisie Hermann Göring, later Parachutisten-Pantserdivisie 1 Hermann Göring en bleef dat gedurende zijn hele bestaan.
In juli 1944 werd het regiment omgedoopt naar Fallschirm-Panzerregiment Hermann Göring.
Het regiment capituleerde aan Amerikaanse troepen op 8 mei 1945 (hoewel het grootste deel van de divisie bij de Sovjets terechtkwam).

## Samenstelling bij oprichting
- I. Abteilung met 3 compagnieën (1-3)
- II. Abteilung met 3 compagnieën (4-6)

## Wijzigingen in samenstelling
In 1943 werd er ook een III. Abteilung opgericht met twee Sturmgeschütz-compagnieën en een s.Pz.Jg-compagnie.

Deze III. Abteilung werd in juli 1944 uit het regiment gehaald en zelfstandig ingezet als Fallsch.Sturmgeschütz-Abt. HG.

## Opmerkingen over schrijfwijze
- Abteilung is in dit geval in het Nederlands een tankbataljon.
- II./Pz.Rgt. HG = het 2e Tankbataljon van Panzerregiment HG0

## Commandanten

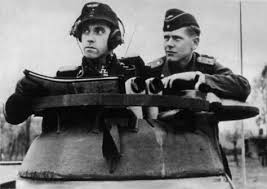
Karl Roßmann in de koepel van een
PzKw V Panther van het regiment

| Rang                                         | Naam                         | Begin         | Eind           |
| -------------------------------------------- | ---------------------------- | ------------- | -------------- |
| Oberstleutnant                               | Walter Straub                | februari 1943 | juni 1943      |
| Oberstleutnant                               | Hans Urban                   | juni 1943     | juli 1943      |
| Oberstleutnant Oberst (vanaf 6 januari 1944) | Georg-Henning von Heydebreck | 20 juli 1943  | juni 1944      |
| Oberst                                       | Max Roth                     | 11 juni 1944  | 8 oktober 1944 |
| Oberstleutnant                               | (Dr.) Karl Roßmann           | oktober 1944  | 8 mei 1945     |

Panzerregiment 1 · Panzerregiment 2 · Panzerregiment 3 · Panzerregiment 4 · Panzerregiment 5 · Panzerregiment 6 · Panzerregiment 7 · Panzerregiment 8 · Panzerregiment 9 · Panzerregiment 10 · Panzerregiment 11 · Panzerregiment 15 · Panzerregiment 16 · Panzerregiment 17 · Panzerregiment 18 · Panzerregiment 21 · Panzerregiment 22 · Panzerregiment 23 · Panzerregiment 24 · Panzerregiment 25 · Panzerregiment 26 · Panzerregiment 27 · Panzerregiment 28 · Panzerregiment 29 · Panzerregiment 31 · Panzerregiment 33  · Panzerregiment 35 · Panzerregiment 36 · Panzerregiment 39 · Panzerregiment 69 · Panzerregiment 80 · Panzerregiment 100 · Panzerregiment 101 · Panzerregiment 102 · Panzerregiment 116 · Panzerregiment 118 · Panzer-Lehr-Regiment 130 · Panzerregiment 201 · Panzerregiment 202 · Panzerregiment 203 · Panzerregiment 204 · Schweres Panzer-Regiment Bäke · Panzerregiment Brandenburg · Panzerregiment Coburg · Panzerregiment Feldherrnhalle · Panzerregiment Feldherrnhalle 2 · Panzerregiment Hermann Göring · Panzerregiment Großdeutschland · Panzerregiment Kurmark · Panzerregiment von Lauchert · Panzerregiment Major Rettemeier · Fallschirm-Panzerregiment 1 · Fallschirm-Panzerregiment 21 · SS-Panzerregiment 1 LSSAH · SS-Panzerregiment 2 · SS-Panzerregiment 3 · SS-Panzerregiment 5 · SS-Panzerregiment 9 · SS-Panzerregiment 10 · SS-Panzerregiment 11 · SS-Panzerregiment 12